# Aéroport Constantin-le-Grand de Niš
Pour les articles homonymes, voir INI.
L'aéroport international Constantin-le-Grand (code IATA : INI • code OACI : LYNI) est le principal aéroport de la ville de Niš. Il s'agit du second plus important aéroport de Serbie. Il bénéficie d'une position très favorable, au carrefour de la Bulgarie et la Macédoine au plus près des nombreuses stations balnéaires du sud de la Serbie. 

## Histoire
Le premier vol desservant la ville de Nis eut lieu en 1910. Dans les années 1930, Aeroput (ex Jat airways), la compagnie nationale yougoslave a desservi l'aéroport puis, par la suite, en 1935, l'aéroport était le point d'arrêt de la ligne Belgrade-Skopje. 
C'est surtout après la Seconde Guerre mondiale que l'aéroport s'est développé avec la construction d'infrastructures militaires. De nos jours, une partie de l'aéroport est encore utilisée militairement, des hélicoptères mi-8 et gazelles de l'armée de l'air serbe y étant basés. 
En 1952, la piste est goudronnée. Elle mesure alors 1500 mètres, puis elle est étendue à 2200 mètres en 1972. Dans les années 1970 et 1980, l'aéroport est principalement relié aux côtes adriatiques de la Yougoslavie transportant des vacanciers. 
En 1986, le terminal actuel est construit avec les voies d'accès nécessaires et la piste devient utilisable de nuit. C'est également en 1986 qu'y atterrit le premier Boeing 737 de la Jat Yugoslav airlines. L'aéroport se développe alors rapidement avec des vols en direction de Belgrade, Zagreb et Ljubljana opérés par Adria airways et Jat airways mais, avec la détérioration de la situation politique et les guerres yougoslaves qui suivent, l'aéroport voit son trafic diminuer. À la suite des sanctions internationales qui toucheront la Yougoslavie, l'aéroport international de Nis n'est plus relié qu'à celui de Tivat. À la fin des années 1990, il sert surtout en tant qu'aéroport de dégagement à ceux de Pristina et Belgrade en cas de mauvaises conditions métrologiques. L'aéroport est alors régulièrement bombardé par l'OTAN lors du bombardement de la Serbie en 1999. 
Il est réparé en 2003 et rouvre en 2004 avec des vols vers Paris Roissy Charles de Gaulle, Zurich et Tivat opérés par Jat airways et Montenegro airlines. À la suite de l'indépendance du Monténégro en 2006, Montenegro airlines ne peut plus opérer la très profitable ligne Nis-Zurich et crée donc une filiale, Master airlines enregistrée en Serbie mais après une courte durée, celle-ci arrête ses vols, laissant Nis seulement relié avec Podgorica via laquelle il était possible de relier Paris, Zurich, Moscou, Francfort-sur-le-Main, Vienne ou Rome. Dès lors, l'aéroport a été relié à Forlì, en Italie, avec Wind Jet ou encore Trieste avec Mistral Air. Avec l'arrêt de l'exploitation de la ligne Nis-Podgorica par Montenegro airlines en octobre 2013, l'aéroport reste sans aucun vol régulier. À partir de juin 2013, la compagnie turque Freebird Airlines organise des vols en direction d'Antalya pour la saison estivale tout comme Yamal Airlines en hiver en direction de la Russie. En 2015, la low cost Wizz air arrive sur l'aéroport.

## Situation
| Belgrade Niš Morava |

## Compagnies aériennes et destinations
Les compagnies aériennes suivantes opèrent à partir de Niš :
| Compagnies | Destinations |
| ---------- | --- |
| Air Serbia | Belgrade-Nikola-Tesla, Cologne/Bonn-K. Adenauer, Francfort-Hahn, Istanbul, Ljubljana-Jože Pučnik En saison: Athènes E.-Venizélos, Tivat, Zurich En saison charter : Antalya, Gazipaşa-Alanya, Hurghada |
| Ryanair    | Malte, Stockholm-Arlanda, Vienne-Schwechat En saison: Corfou-I. Kapodístrias |
| Wizz Air   | Bâle-Mulhouse, Dortmund, Malmö, Memmingen, Vienne-Schwechat |

Édité le 04/02/2020  Actualisé le 13/02/2023

## Statistiques
Pour des raisons techniques, il est temporairement impossible d'afficher le graphique qui aurait dû être présenté ici.

Voir la requête brute et les sources sur Wikidata.